# Fokker 130
Die Fokker 130 (abgekürzt F-130) ist ein seit 1998 angekündigter Flugzeugtyp des niederländischen Unternehmens Netherlands Aircraft Company (NAC) mit einer geplanten Sitzkapazität von 130 bis zu 140 Plätzen. Parallel soll eine F-90 mit 90 Sitzen entwickelt werden.
Die Typen F-90 und F-130 sind Weiterentwicklungen auf Basis der Fokker 100 und sollen neben einem gestreckten Rumpf, verbesserter Avionik, einem neuen Kabinendesign und Winglets vor allem emissionsärmere Triebwerke bieten.
Das Vorläuferprojekt des anfangs noch Rekkof Aircraft NV genannten Unternehmens, die ebenfalls angekündigte Flugzeugvariante F-120NG (Fokker 120 Next Generation), hatte eine geplanten Sitzkapazität von 120 bis zu 130 Plätzen.

## Entwicklung
Das niederländische Unternehmen Rekkof (Fokker rückwärts geschrieben) veröffentlichte 1998 erstmals Pläne, die Produktion der Fokker 70 und 100 mit neuen Triebwerken und weiteren Verbesserungen wieder aufzunehmen. Die Produktion dieser Typen war mit der Insolvenz der Fokker-Flugzeugwerke im Jahr 1996 eingestellt worden. Ursache dieser Insolvenz war unter anderem der Rückzug der deutschen Daimler Benz Aerospace Aktiengesellschaft (DASA) aus einer erst 1992 geschlossenen strategischen Partnerschaft mit Fokker und den damit verbundenen fehlenden Ressourcen.
Das inzwischen in Netherlands Aircraft Company (NAC) umbenannte Unternehmen erhielt im Jahr 2011 für das Projekt 20 Millionen Euro Startkapital von der niederländischen Regierung. Ende 2011 wurde bekannt gegeben, dass Rekkof eine Produktionsstätte für die Next Generation in Goiás, Brasilien eröffnen und über 2.000 Arbeitsplätze schaffen will.
Auf der Luft- und Raumfahrtmesse in Farnborough 2012 wurde das Konzept der F-120NG auf einem eigenen Stand vorgestellt. Vorausgesetzt, dass die Finanzierung sichergestellt wurde, hätte das Modell 2015 seinen Erstflug absolvieren sollen und wäre ab 2017 an die ersten Kunden ausgeliefert worden.
In der zuletzt angekündigten Konfiguration würde die F-120NG vor allem in Konkurrenz zu Regionaljets wie der A220-100 von Airbus, der E190 von Embraer und des Mitsubishi Regional Jets von Mitsubishi Aircraft Corporation treten.
Auch im November 2016 gab es kaum neue Informationen über den Stand des Projekts. Nunmehr wurden zwei Versionen geplant, die F-90 (100 Sitze) und F-130 (130 bis 140 Sitze), beide mit fünf Sitzen pro Reihe. NAC gab an, innerhalb von fünf Jahren nach einem Entwicklungsbeginn die ersten Auslieferungen vornehmen zu können.

### Triebwerke
Die F-120NG ist als zweistrahliger Tiefdecker mit seitlich am Heck angebrachten Strahltriebwerken geplant und soll mit PW1217G-PurePower-Triebwerken der Firma Pratt & Whitney ausgestattet werden und dadurch 22 % weniger Kraftstoffverbrauch, mehr Schub und deutlich reduzierte Lärmemissionen erreichen.

## Technische Daten
| Kenngröße                | F-130                       |
| ------------------------ | --------------------------- |
| Länge                    | 39,00 m                     |
| Rumpfmaße                | 3,3 m Durchmesser           |
| Spannweite               | 28,97 m                     |
| Höhe                     | 8,49 m                      |
| Leermasse                |                             |
| max. Startmasse (MTOW)   | 48.208 kg                   |
| max. Nutzmasse           | 12.655 kg                   |
| Passagierkapazität       | 130 bis 140                 |
| Frachtraumvolumen        |                             |
| Tankkapazität            |                             |
| Triebwerkstypen          | 2 × Pratt & Whitney PW1x17G |
| Reisegeschwindigkeit     |                             |
| Maximale Geschwindigkeit | Mach 0,79                   |
| Dienstgipfelhöhe         | 37.000 ft                   |
| Reichweite               | 2.000 NM                    |
| Startstrecke             | 1915 m                      |
| Landestrecke             | 1520 m                      |